# Мальчиха (Родниковский район)
Мальчиха — деревня в Родниковском районе Ивановской области. Входит в состав Филисовского сельского поселения.

## География
Находится в центральной части Ивановской области на расстоянии приблизительно 5 км на север-северо-восток по прямой от районного центра города Родники.

## История
В 1907 году здесь (тогда деревня Кинешемского уезда Костромской губернии) было учтено 24 двора. 

## Население
Постоянное население составляло 131 человек (1897 год), 186 (1907), 251 в 2002 году (русские 98 %), 239 в 2010.